# Катастрофа на канатной дороге в Тбилиси
Катастрофа на канатной дороге в Тбилиси — несчастный случай с трагическими последствиями, произошедший 1 июня 1990 года.

## История
Произошло падение двух кабин канатной дороги, перевозившей пассажиров между проспектом Руставели и горой Мтацминда. Непосредственно перед катастрофой одна кабина, двигаясь с горы вниз, приближалась к нижней опорной башне, другая кабина подходила к верхней башне. Причиной аварии стало то, что тяговый канат оборвался внутри муфты верхней кабины. Обе кабины покатились вниз. Нижняя кабина врезалась в стену нижней станции, погибло 4 человека и было много раненых. Верхняя кабина развила более высокую скорость (длина канатной дороги составляла 863,3 метра); по достижении нижней башни она ударилась о порванный тяговый трос, свисавший с башни, и оторвалась. Столкновение было настолько сильным, что канат упал с башни, кабина рухнула на крышу шестиэтажного здания с 20-метровой высоты, пострадал также «Дом Габашвили». 20 человек погибли и по меньшей мере 15 человек получили тяжёлые ранения. Большинство из пассажиров было детьми — участниками обзорной экскурсии по Тбилиси из школы № 5 города Ахалцихе, отмечавшими День защиты детей. Выжившие пассажиры из обеих кабин впоследствии показали, что тормоза не сработали ни в одной из кабин, несмотря на отчаянные попытки гидов и пассажиров привести их в действие.
В 1988 году, за 2 года до катастрофы, была создана группа по реконструкции канатной дороги под руководством Орджоникидзе, автор проекта канатной дороги, главный специалист Грузгипрошахта, инженер Вахтанг Лежава был лишь одним из членов созданной группы по реконструкции. В. Лежава курировал работу трассы 25 лет, в течение этого времени она работала исправно. Когда Орджоникидзе предложил реконструкцию по замене деталей и кабин на бывшие в употреблении из Италии (они вмещали вдвое больше пассажиров, чем старые овальные), Лежава был категорически против, потому что считал это неоправданным риском. Так и случилось. Его подписи нет под документом и чертежами по приемке работ по реконструкции, но это замалчивалось во время расследования и до сих пор не озвучивается. Это связано с тем, что Орджоникидзе тогда покровительствовал первый секретарь Грузии Эдуард Шеварднадзе. До реконструкции канатная дорога использовала 3 опорные башни. При реконструкции нижняя мачта высотой 20 метров была заменена новой мачтой высотой 25 метров, а две короткие верхние мачты (высотой 10 и 12 метров) заменены одной мачтой высотой 20 метров. До этого изменения пассажирские кабины имели небольшой угол подъёма на двух верхних мачтах. Использование одной, более высокой мачты заставило кабины следовать от верхней станции горизонтально к мачте, а затем под большим углом опускаться вниз. Прежние стандартные овальные кабины (рассчитанные на 25 пассажиров), произведённые Тбилисским авиационным предприятием, были заменены более крупными итальянской фирмы «Lovisolo», предоставленными «Ceretti & Tanfani», обеспечивающими большую пассажирскую вместимость (40 человек). Тормозная система новых кабин не функционировала должным образом, поскольку при срабатывании сотрудники технической службы должны были подняться на крышу кабины и выключить систему вручную. Чтобы избежать этих неудобств, систему просто отключили. Кроме того, в момент катастрофы обе кабины были перегружены: в нижней было 46, а в верхней — 47 пассажиров.
После катастрофы трек и тяговые канаты были демонтированы, а повреждённые кабины были демонтированы через 3 года. Мачты и станции оставались нетронутыми.
В 2014 году верхняя станция и обе опорные мачты были демонтированы из-за запланированного восстановления линии в качестве реверсивной канатной дороги, идущей от новопостроенной нижней станции. Верхняя станция оставалась прежней.

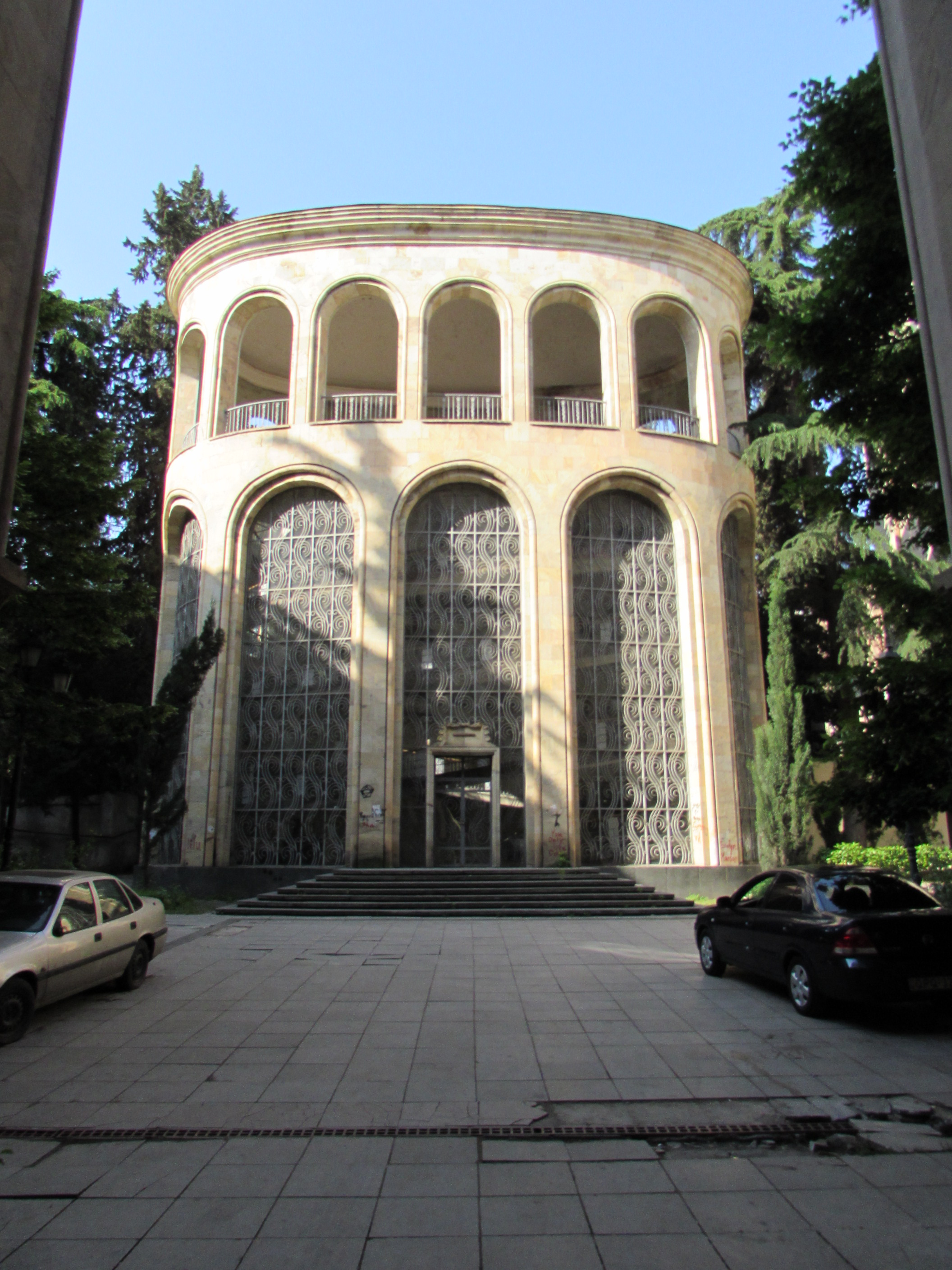
Старое здание нижней станции

Старая нижняя станция, уникальная по своей архитектуре, является объектом культурного наследия. Планируемое восстановление канатной дороги было прекращено из-за протестных выступлений и архитектурных недостатков новой нижней станции, построенной на одной из главных площадей города перед отелем Radisson. Ещё одна проблема — огромные пять опорных мачт, две из которых расположены на улицах со сложным рельефом.
По состоянию на январь 2017 года планировалось вернуться к первоначальной линии канатной дороги со старой нижней станцией, расположение верхней станции оставалось неизменным. К выполнению работ планировались привлечь группу Doppelmayr Garaventa. Основная трудность состояла в том, чтобы адаптировать заднюю часть нижней станции для одноразовой съёмной инфраструктуры кабины, поскольку нижняя станция была построена исходя из требований 1958 года. Строительство столкнулось с проблемами из-за высокой плотности жилой застройки на заднем дворе нижней станции, складывавшейся на протяжении многих лет, а площадь рядом с будущей нижней мачтой была сложнопроходимой для больших грузовиков с необходимыми строительными материалами. Осенью 2021 года восстановление канатной дороги возобновилось.